# میروسایتسی (آرییه)
میروسایتسی (به صربی: Mirosaljci) یک منطقهٔ مسکونی در صربستان است که در آرییه واقع شده‌است. میروسایتسی ۲۰٫۱۶ کیلومتر مربع مساحت و ۷۹۲ نفر جمعیت دارد و ۴۲۲ متر بالاتر از سطح دریا واقع شده‌است.